# Asebis modiglianii
Asebis modiglianii − umieszczony w monotypowym rodzaju gatunek chrząszcza z rodziny sprężykowatych. Candèze w 1894 opisał go na podstawie okazu pochodzącego z Sumatry. Rodzaj wydaje się być blisko spokrewniony z Heterocrepidius. Klasyfikacja nie jest tutaj jednak prosta, gdyż rozpatrując cechy różnych części ciała chrząszcza dochodzi się do odmiennych wniosków na temat jego systematyki. Chociażby  biorąc pod uwagę tarsus, odnajduje się podobieństwa w stosunku do rodzaju Anchastus, zaliczanego nie do podplemienia Dicrepidiina, ale do Physorhinina w obrębie tego samego plemienia Ampedini. Z drugiej strony pewne inne cechy, jak fascies, lokują go w obrębie tego pierwszego podplemienia, gdzie też się go umieszcza.